# Spontaneous
Spontaneous è un film del 2020 diretto da Brian Duffield.
Il soggetto è tratto dall'omonimo romanzo di Aaron Starmer del 2016. La pellicola è stata distribuita in forma limitata dall'ottobre 2020 e subito dopo in video on demand.

## Trama
Nel bel mezzo di una lezione nella scuola superiore di Covington, una ragazza esplode. Il terrore assale gli studenti mentre il fenomeno resta senza spiegazioni. Mara Carlyle avanza l'ipotesi che la cosa possa succedere di nuovo e la sera stessa riceve dei messaggi da un ragazzo misterioso che dice di essere innamorato di lei da due anni.
Il giorno seguente il ragazzo si palesa: è Dylan, un nerd che Mara aveva notato in quanto carino ma cui non aveva mai dato attenzione. A spingerlo a dichiararsi sono state proprio le parole di Mara e un senso di incertezza crescente nei confronti del futuro, che invita a vivere a pieno il presente.
Così, mentre i due giovani si conoscono meglio fino a formare una coppia felice, altri liceali esplodono inspiegabilmente, tanto da determinare l'intervento del governo centrale. I liceali vengono isolati e su di loro vengono sperimentati dei medicinali. L'impressione che si navighi a vista è confermata dal fatto che anche in quell'isolamento continuano le esplosioni. Ma quando queste sembrano arrestarsi, le autorità dicono di aver trovato la pillola che spegnerebbe questo misterioso innesco mortale.
Il ritorno alla normalità è tutt'altro che semplice ma per Mara e Dylan a prevalere su tutto è il loro idillio amoroso che li fa soprassedere anche ad una certa ostilità dei loro stessi concittadini che, impauriti, parlano di maledizione e evitano i ragazzi della scuola incriminata.
Un giorno, al liceo, proprio mentre si esponevano gli effetti benefici delle pillole fornite dal governo, si verifica una rapida catena di nuove esplosioni con la scomparsa di un gran numero di ragazzi, tra i quali anche Dylan.
Mara cade in depressione e si dà all'alcol finendo per litigare sia con la sua amica del cuore Tess che con i genitori. Come se non bastasse, essendo stata presente in tutti gli avvenimenti tragici recenti, è proprio lei ad essere individuata come la "maledizione di Covington". 
Così al ballo di fine anno della scuola, che funge curiosamente anche da cerimonia di consegna dei diplomi, Mara si presenta ubriaca e, nel ritirare il diploma si dichiara colpevole di tutte le morti avvenute, suscitando un'inaspettata catena di autodenunce di presunta colpevolezza di altre persone, evidentemente non meno turbate e scosse di lei.
Stimolata dalla madre di Dylan ad andare avanti, Mara fa pace con Tess e riabbraccia i propri genitori. Quindi, mentre la vecchia scuola viene demolita e la nuova pillola sembra funzionare davvero, parte per la nuova avventura al college, lasciandosi il passato alle spalle e cercando di trarre il meglio che si può da ogni attimo del presente.

## Produzione
Per lo sceneggiatore di successo Brian Duffield (The Divergent Series: Insurgent, Jane Got a Gun e Underwater tra gli altri) si tratta del primo lungometraggio come regista.
Sebbene ambientato in New Jersey, il film è stato girato in Canada, nella Columbia Britannica, tra Vancouver e dintorni.
Le riprese sono iniziate nella prima parte del 2018.

## Distribuzione
In Italia il film è uscito direttamente sulla piattaforma Netflix il 4 febbraio 2021.